# PLBY Group
PLBY Group — американская глобальная компания средств массовой информации и образа жизни, основанная Хью Хефнером для контроля журнала Playboy и связанных с ним активов. В настоящее время[когда?] его штаб-квартира находится в Беверли-Хиллз, Калифорния.
Компания структурирована с двумя основными сегментами бизнеса: Медиа (который управляет контентом для печатных, цифровых, социальных, мобильных, теле-и радиоплатформ) и лицензирование (которое лицензирует имя Playboy, дизайн головы кролика и другие товарные знаки, логотипы и изображения для использования в связи с потребительскими товарами, местами проведения и событиями). Сегодня[когда?] Playboy Enterprises, Inc. вместе со своими дочерними компаниями занимается разработкой и распространением контента, продуктов и громких событий, которые воплощают в себе как «эротизм, так и изобразительное искусство».